# J. Doyne Farmer

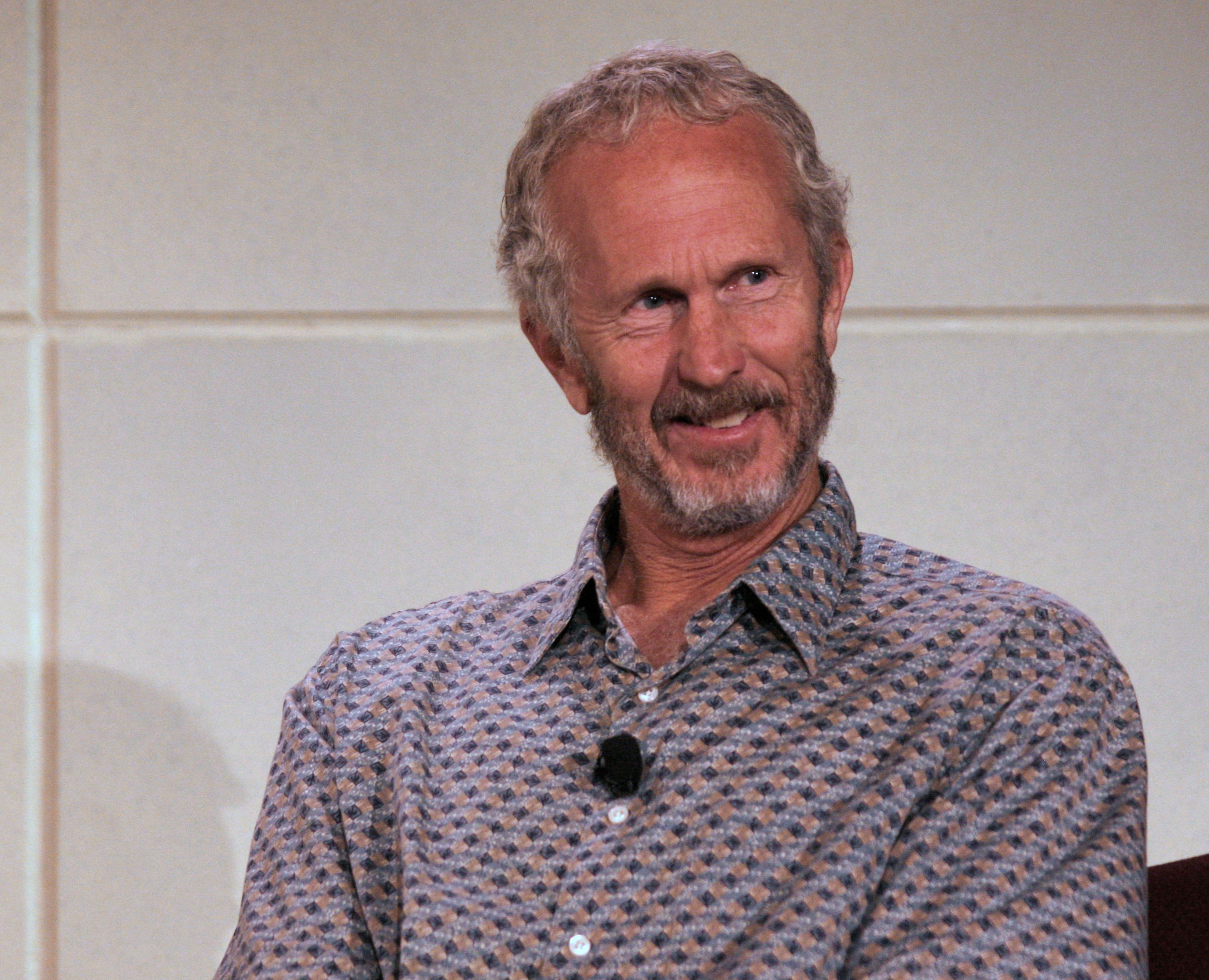
James Doyne Farmer (2010)

James Doyne Farmer Jr. (* 22. Juni 1952 in Houston, Texas) ist ein US-amerikanischer Physiker, der sich mit Chaostheorie und Physik komplexer Systeme beschäftigt.

## Leben

### Ausbildung und Karriere
Farmer wuchs in Silver City, New Mexico, auf, studierte Physik an der University of Idaho (1969/70), an der Stanford University (Bachelor-Abschluss 1973) und der University of California, Santa Cruz, wo er 1981 promovierte. In Santa Cruz war er mit einigen Kommilitonen wie Norman Packard Teil einer Gruppe von Studenten, die Pionierarbeit in der Chaostheorie leistete. Nach dem Studium schloss er sich 1981 der Gruppe für nichtlineare Dynamik am Los Alamos National Laboratory an, 1983 bis 1986 als Oppenheimer Fellow, danach als festes Mitglied des Labors. Ab 1988 leitete er dessen Gruppe für die Theorie komplexer Systeme.
1991 ging er in die Privatwirtschaft und gründete mit Norman Packard und James McGill die Firma „Prediction company“, um die Chaostheorie im Aktien- und Derivatehandel anzuwenden, speziell für automatisierte Handelsabläufe. Bis 1999 war er dort Chef-Wissenschaftler und 1995 bis 1999 Ko-Präsident. Die Firma wurde später an UBS verkauft.
Er ist seit 1999 Professor am Santa Fe Institute und auch am Atalaya-Institut in Santa Fe, das er mit gründete. 2007 bis 2009 war er außerordentlicher Professor an der LUISS Guido Carli in Rom. Er ist Direktor für Komplexitätsökonomik des Institute for New Economic Thinking (INET).

### Werk
Anfang der 1980er-Jahre wurde er durch Arbeiten über die Dimension von Strange Attractors aus Zeitreihenanalysen und ähnliche Arbeiten der Chaosphysik bekannt. Später befasste er sich auch mit Anwendungen in der Biologie und Biochemie.
Als Student war er Ende der 1970er-Jahre (1976 bis 1981) mit seinem Kommilitonen Norman Packard, Robert Shaw und anderen an der Entwicklung von auf physikalischen Prinzipien der durch einen kleinen tragbaren Computer erzielten wahrscheinlichen Vorhersage der Bewegung der Roulettekugel beruhenden Roulette-Systemen beteiligt, die sie auch in Las Vegas erprobten. Darüber erschien auch ein Buch von Thomas Bass. Technische Probleme verhinderten damals allerdings nach eigenem Bekunden eine Umsetzung in größerem Umfang.

### Privates
Farmer ist mit der Physikerin und Unternehmerin Fotini Markopoulou-Kalamara liiert. Das Paar hat ein Kind.